# Kresten Bjerre
Kresten Bjerre (22. februar 1946 i København - 19. februar 2014 i Frederikssund) var en landsholdsspiller i fodbold.
Ungdomsspiller fra 1954 i BK Sylvia, Kløvermarken, Nordøstamager i Københavns Kommune og AB.
I sin aktive karriere spillede Bjerre bl.a. for AB og Racing White Daring Molenbeek (1970-1977) i Belgien. 
Bjerre stoppede på landsholdet i 1973, da han antog belgisk statsborgerskab. Skiftet af statsborgerskab gjorde det muligt for Benny Nielsen at spille for RWDM 1974-1977 uden at bryde udlændingekvotaen. Efter sin aktive spillerkarriere skiftede han tilbage til dansk statsborgerskab. Bjerre opnåede 22 A-landskampe for Danmark med 12 scoringer, deraf scorede han på alle syv straffespark han tog, hvilket var landsholdsrekord indtil Daniel Agger i 2014 scorede otte ud af otte. Jon Dahl Tomasson har otte straffesparksmål, og seks i træk, på ti forsøg.
Efter sin aktive karriere blev Bjerre træner for først Køge Boldklub, og siden Holbæk B&I, Herfølge Boldklub, AB, Jægerspris, Sigerslevøster og Gundsømagle.

## Eksterne links
- Kresten Bjerre på gravsted.dk

- Wikimedia Commons har flere filer relateret til Kresten Bjerre

- Kresten Bjerres spillerprofil hos UEFA (engelsk)
- Kresten Bjerres spillerprofil i DBU's Landsholdsdatabase
- Kresten Bjerres profil hos EU-football.info (engelsk)
- Kresten Bjerres spillerprofil på Transfermarkt (engelsk)
- Kresten Bjerres spillerprofil på national-football-teams.com (engelsk)
- Kresten Bjerres profil på WorldFootball.net (engelsk)
- Kresten Bjerres profil hos FootballDatabase.eu (engelsk)
- Nekrolog i politiken.dk